# Валютний сертифікат
Валютний сертифікат, або валютний чек, іноді скорочено FEC (англ. Foreign exchange certificate), є інструментом валютного контролю в країнах, де національна валюта підлягає валютному контролю або неконвертована . Умови обороту подібних чеків значно різнилися у кожній конкретній країні.

## Різновиди
Деякі з основних типів валютних сертифікатів:
- Сертифікат на купівлю іноземної валюти за певним курсом, часто для певної мети, наприклад, для фінансування імпорту. Сертифікати такого типу вживалися в європейських країнах після Другої світової війни.
- Сертифікат, номінований у місцевій валюті, який іноземні громадяни зобов'язані використовувати для деяких або всіх своїх покупок (часто — у спеціалізованих магазинах, уповноважених приймати такі сертифікати). Обмінний курс може бути вигіднішим для іноземного візитера, ніж офіційний комерційний курс. Ціль таких сертифікатів полягала в тому, щоб направити іноземну валюту в державну скарбницю, а не на чорний ринок. Цей тип FEC використовувався в Німеччині у 1931—1948 роках, у Китаї у 1980—1994 роках та на Кубі у 1995—2015 роках.
- Сертифікат, на який місцеві жителі зобов'язані обмінювати будь-яку іноземну валюту, яку вони одержують як частину своєї заробітної плати або грошових переказів від родичів чи друзів, які проживають за кордоном. Ці сертифікати можуть бути прийняті як оплата в певних магазинах (як «Каштан» в Україні), які в іншому випадку продають товари тільки іноземним громадянам в обмін на іноземну валюту. Цей тип сертифікатів випускався у Радянському Союзі у 1961—1989 роках (чеки Зовнішпосилторгу, сертифікати для моряків та співробітників «Аерофлоту»).
- Сертифікати для обороту в закритих економічних зонах (наприклад, бони та токени Шпіцбергена для працівників підприємства «Арктиквугілля»). Ціль подібних сертифікатів полягала в тому, щоб запобігти дефіциту товарів у разі неконтрольованого припливу грошей з-за меж зони.

## Історичні приклади
Як правило, сертифікати використовувалися в країнах з економікою мобілізаційного типу та/або високим ступенем втручання держави в економіку (включаючи практично всі країни колишнього Варшавського договору та РЕВ), оскільки їх можливості зовнішньої торгівлі були обмежені.
Валютні чеки з номіналом у національній валюті, але за особливим курсом
- Радянський Союз (чеки Торгзіна на початку 1930-х рр., чеки Зовнішпосилторгу, товарні сертифікати для співробітників Аерофлоту та моряків у 1961—1991 рр., чеки та жетони підприємства «Арктикуголь» на Шпіцбергені з кінця 1949-х .)[2]
- Китай (1980—1994 роки)[3][4]
- Східна Німеччина (Форум-чек, курс прив'язаний до марки ФРН)
- Північна Корея[5] — існували окремо сертифікати для дружніх країн (зелені та сині банкноти, монети з однією зіркою) та сертифікати для туристів із «капіталістичних країн» (червоні банкноти, монети з двома зірками). Після фінансової реформи 2009 р. скасовано, дозволено вільний обмін валюти.
- Куба — з 1985 р. було випущено кілька різних типів валютних сертифікатів INTUR та розмінних монет для них із курсом, прирівняним до долара США; у 1994 р. їх змінило кубинське конвертоване песо, курс якого поступово став плаваючим; було вилучено із обігу у січні 2021 р.
- Чехословаччина (чеки Tuzex)
- Болгарія (чеки Balkan Tourist, Corecom, а також Болгарського народного банку)[6][7]
- Румунія (бони Румунської судноплавної компанії NAVROM, кілька варіантів для різних регіонів)[8] (до 1990)
- В'єтнам
- Албанія (до 1992)
- Югославія (чеки «Putnik» 1950-х рр. та чеки Народного банку 1980-х рр.))

Валютні чеки з номіналом в іноземній валюті
- Польща[9] (Bon Towarowy PeKaO) — номінал виражався в доларах США
- Зімбабве[10] (бони «конвертованого долара»,англ. bond dollar)
- М'янма (Бірма) (до березня 2013 року))[11]

### Приклади жорсткого валютного контролю без валютних сертифікатів
Ввезення та вивезення національної валюти заборонено
- Гана, Ізраїль — 1980-і рр.. в обох випадках.

Інше
- Нацистська Німеччина — примусовий занижений курс обміну для валют окупованих та залежних країн, особливі типи марок для обмеженого обігу (окупаційна рейхсмарка, табірні гроші, гроші гетто, бони вермахту)

## Галерея

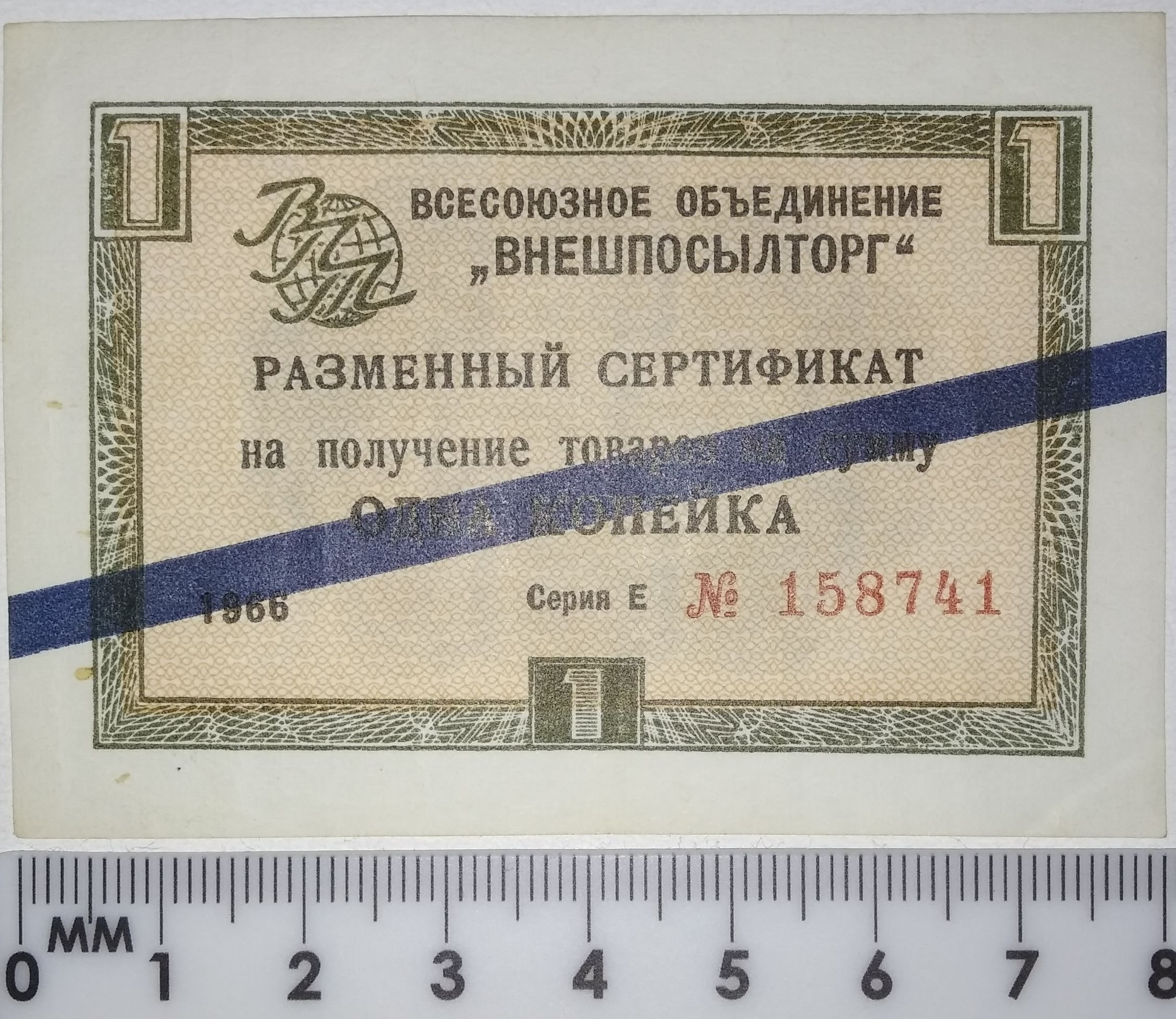
Розмінний сертифікат на одну копійку із синьою смугою (1966 рік)
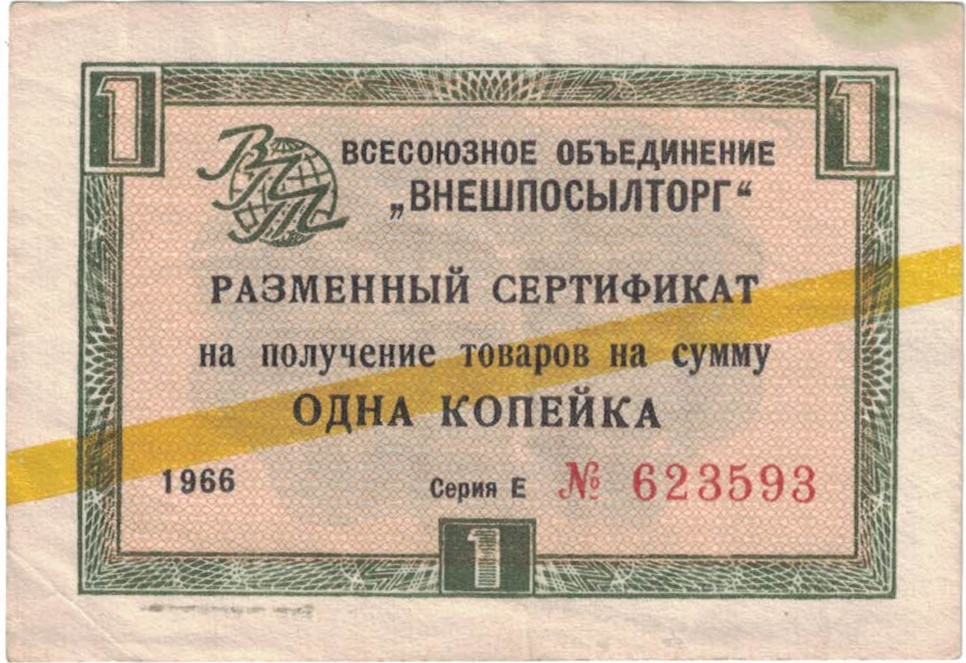
Розмінний сертифікат на одну копійку з жовтою смугою (1966)
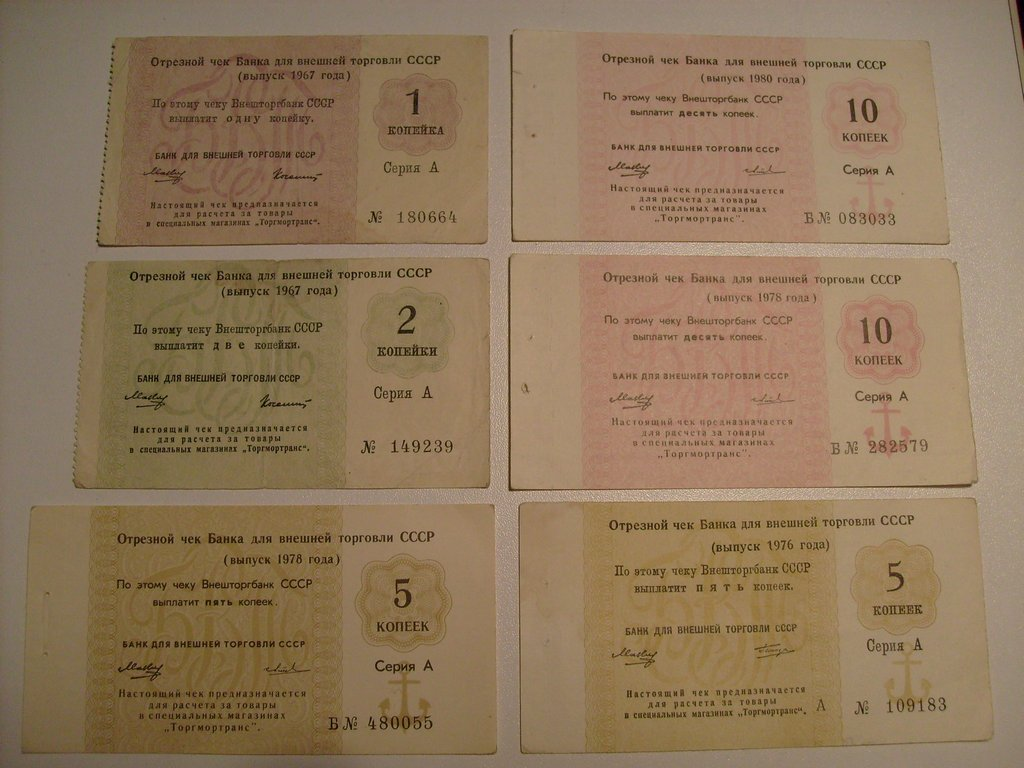
Чеки серії "А" для моряків (серії з 1967 по 1980 рр.)
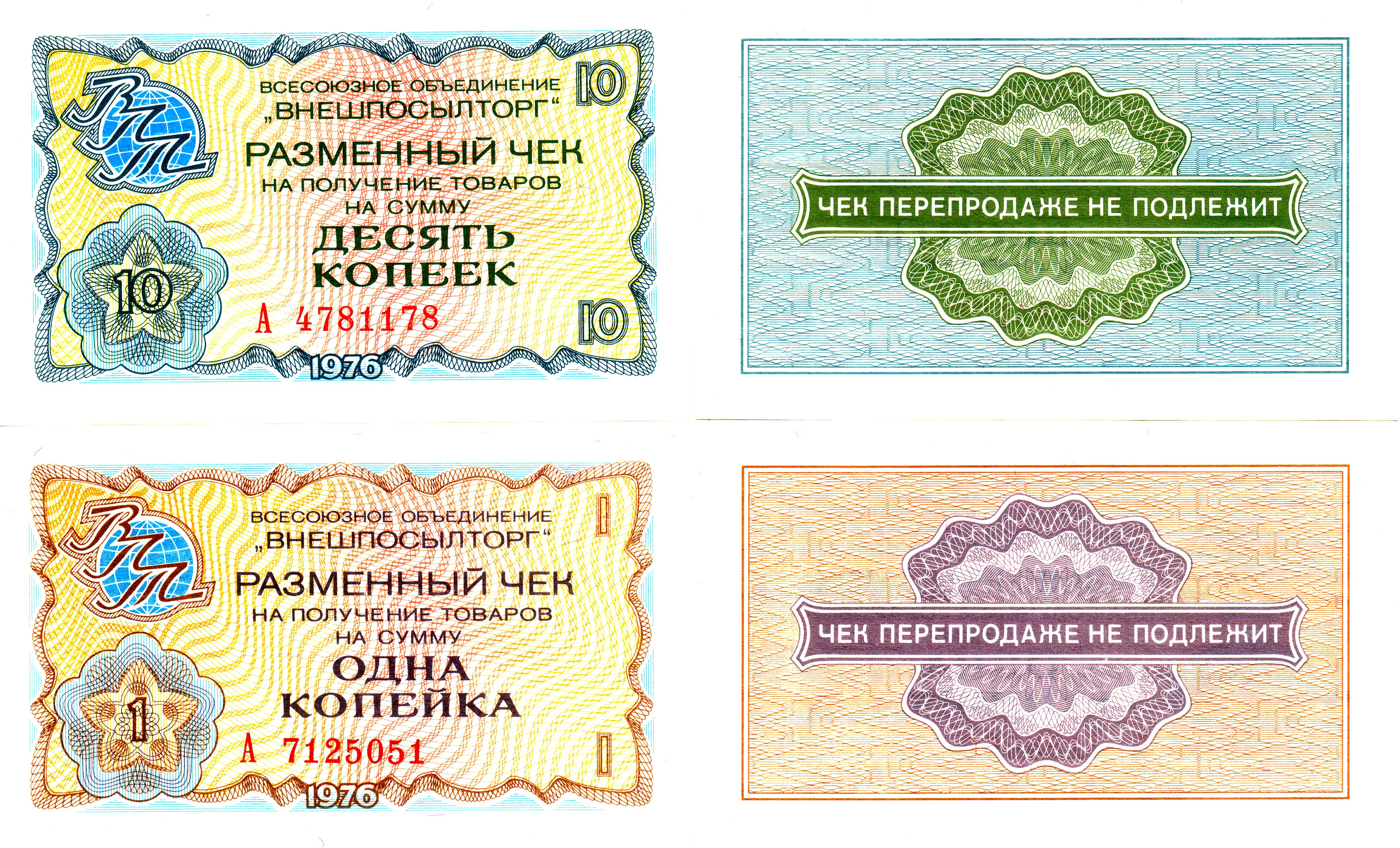
Валютні чеки Зовнішпосилторгу на 1 та 10 копійок. 1976 рік
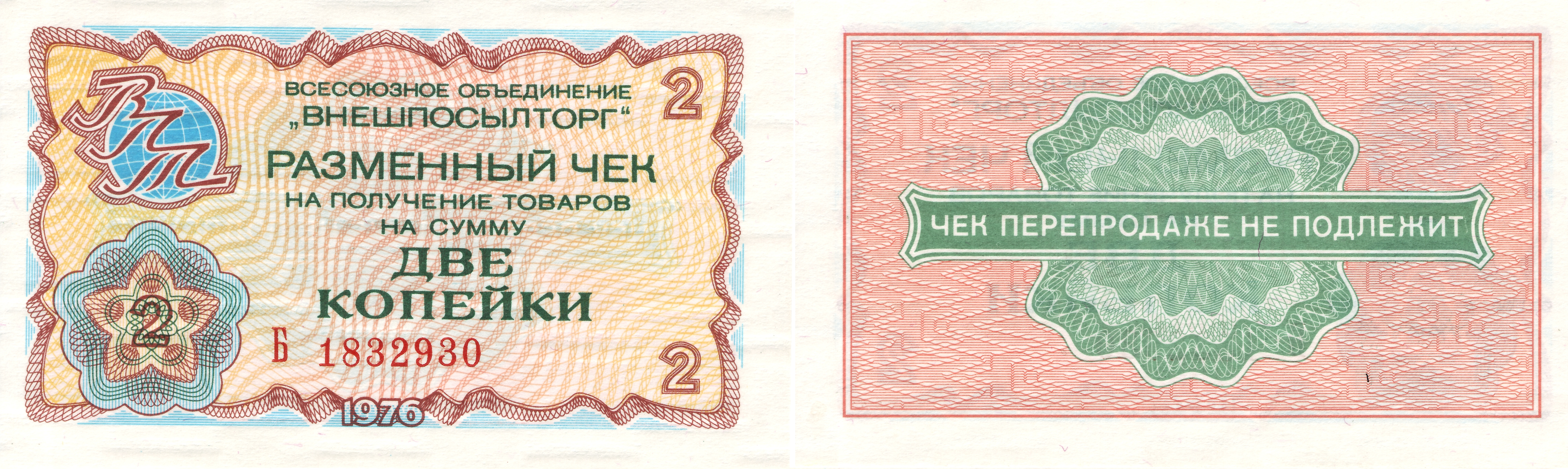
Валютний чек Зовнішпосилторгу на 2 копійки. 1976 рік
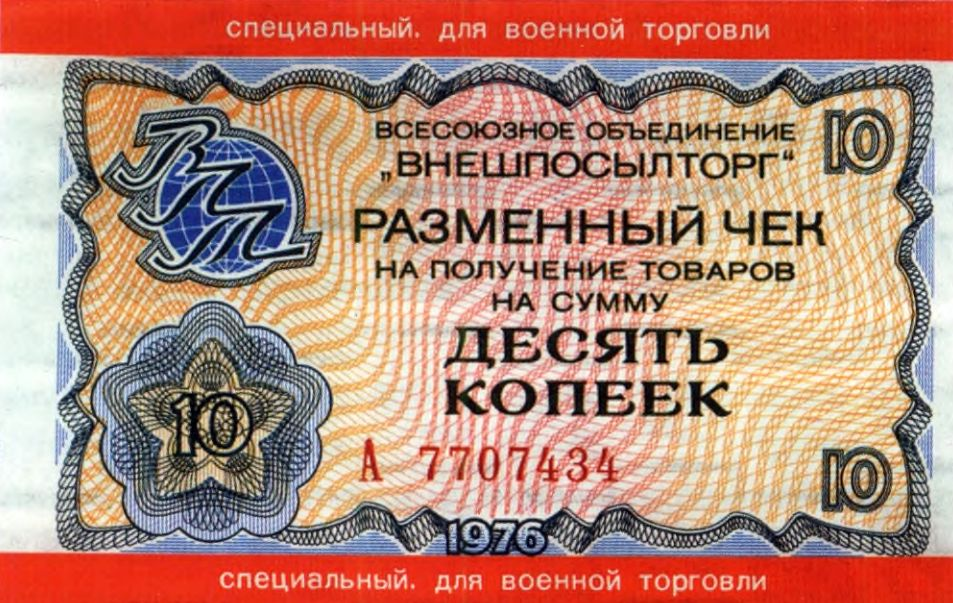
Чек Зовнішпосилторгу на 10 копійок для військової торгівлі. 1976 рік
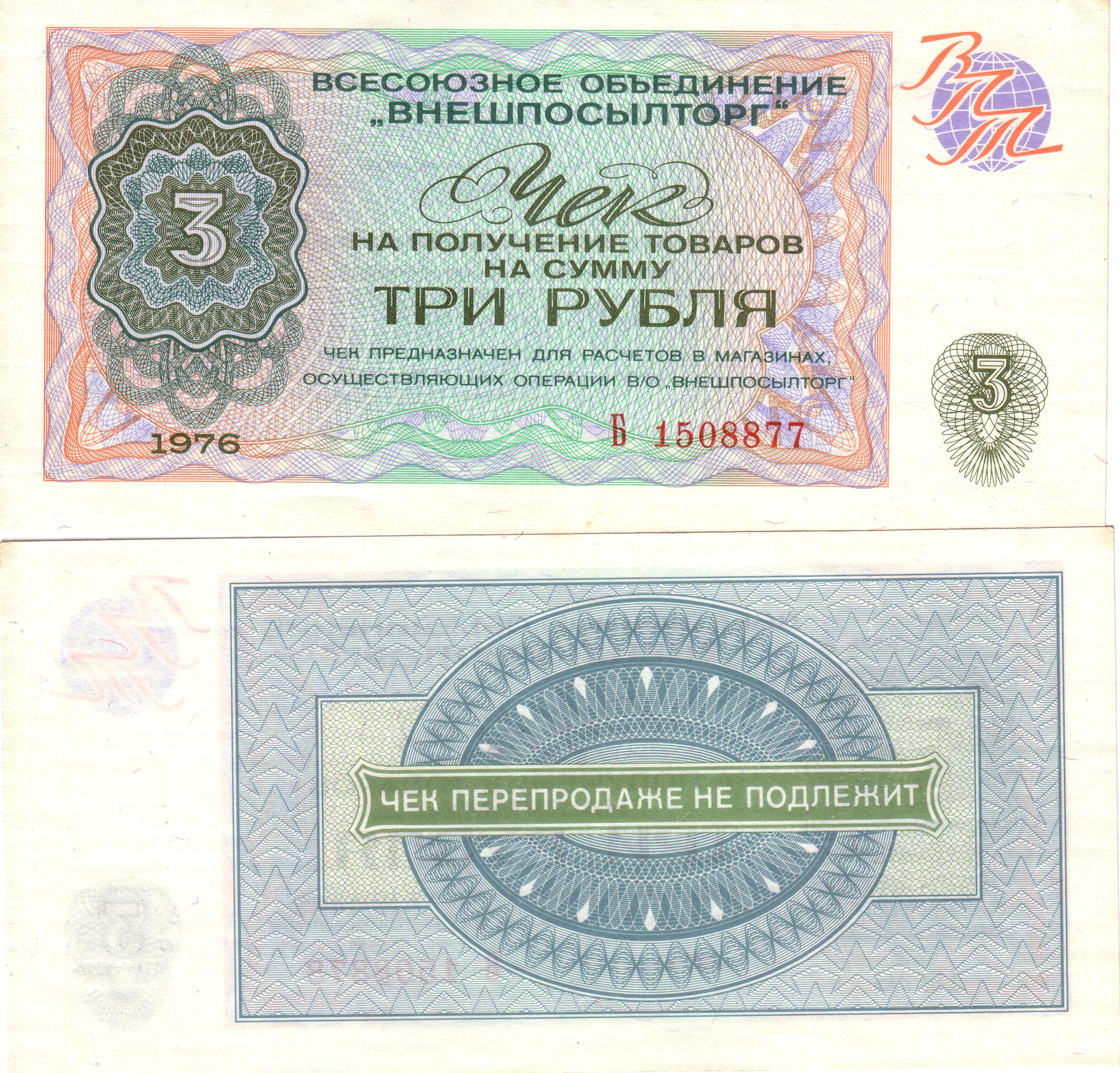
Валютний чек на 3 рублі Зовнішпосилторгу. 1976 рік
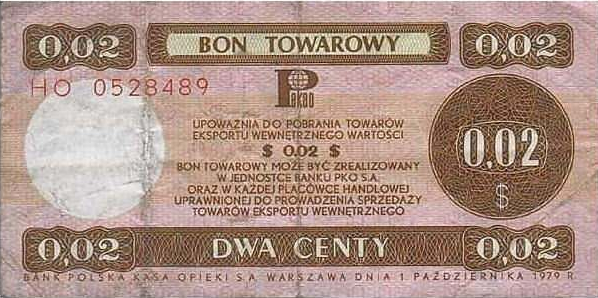
Польський товарний бон PeKaO
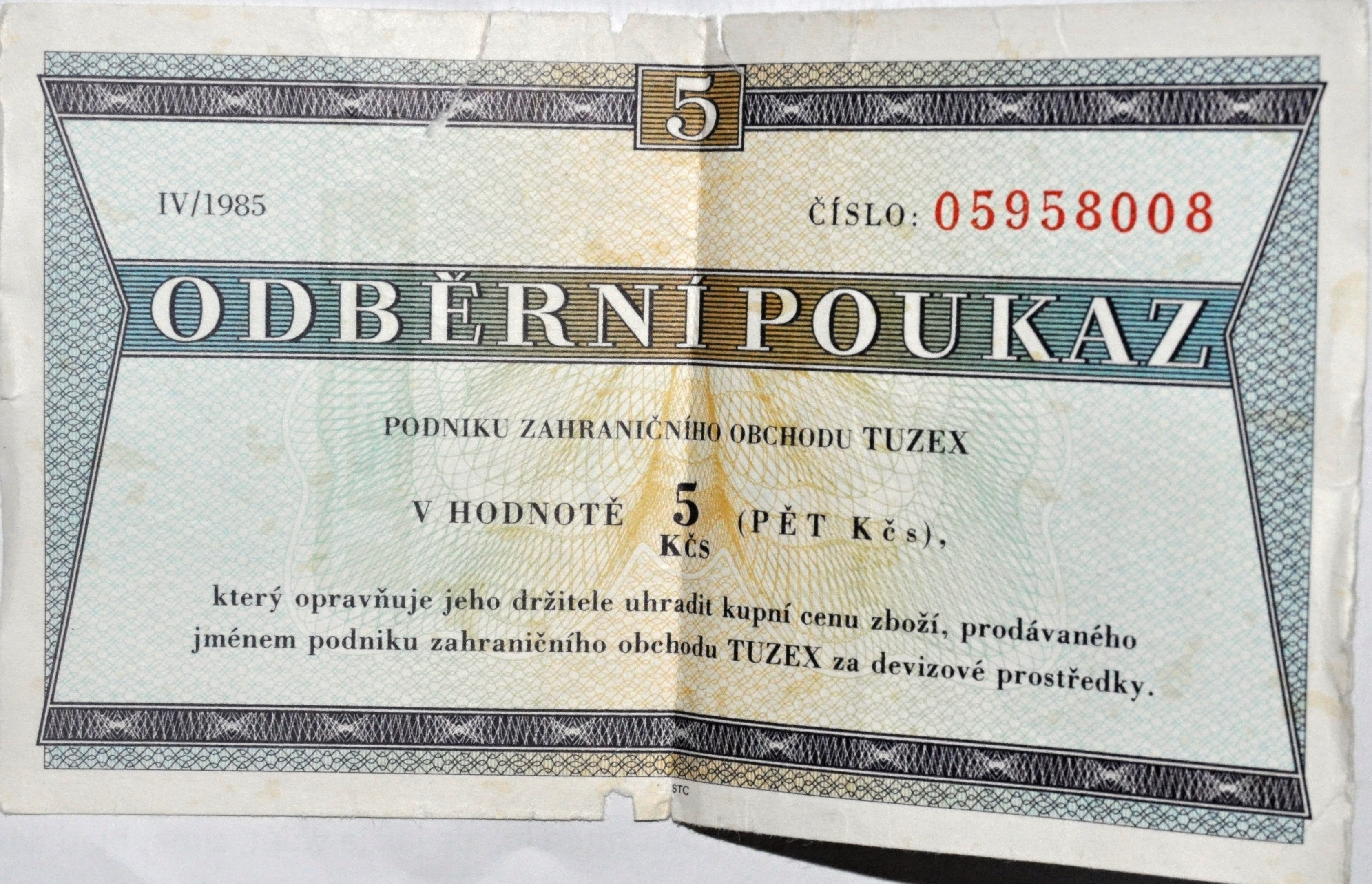
Ваучер Tuzex (ЧССР)
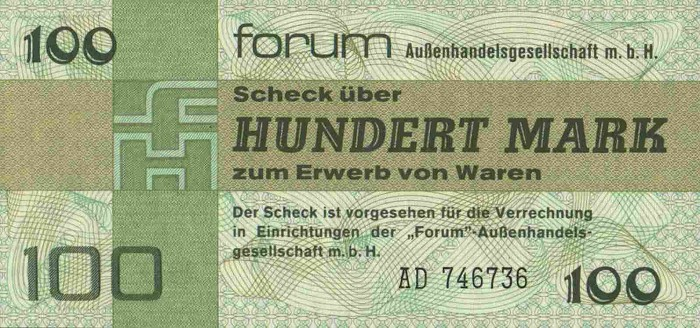
Форум-чек (НДР)